# Кузьмин, Тарас Николаевич
Тарас Кузьмин — театральный и кино- актёр, режиссёр.

## Биография
Тарас Кузьмин родился в г. Твери. Дата рождения: 19 апреля.
- 2005 год — окончил Тверской курс Высшего театрального училища имени М. С. Щепкина при Государственном академическом Малом театре России.
  - С этого же года служит в Тверском Академическом театре драмы.

Лауреат нескольких премий (региональные премии в номинациях «Театральное искусство», «Творчество молодых», премия СТД в номинации «Лучшая главная мужская роль»). Получатель Государственной стипендии Правительства России для молодых деятелей культуры и искусства.
Режиссёр нескольких спектаклей:

###### — «ХВАТь» по произведению Владимира Набокова (2014 г.) (спектакль получил специальный приз дирекции на Международном фестивале независимых театров в Щецине (Польша))
— «#Любовь, #Война, #Бред» по мотивам пьесы Эжена Ионеско «Бред вдвоем» (2015)
— Моноспектакль по мотивам пьесы П. Зюскинда «Контрабас» (2016)
— «Встреча» по пьесе Н. Серовой «Кухня с ангелами»
19 апреля 2021 года избран Председателем Тверского отделения Союза театральных деятелей России.
В декабре 2021 года стал частью нового спектакля театра "Квартет И" "Один день из смерти Вадика Беляева, советского школьника, российского бизнесмена, американского пенсионера". 9 декабря прошёл закрытый предпоказ, премьера спектакля состоялась 22 и 23 декабря в Москве.
В 2022 году был представлен сериал "Обоюдное согласие", в котором Тарас Кузьмин снялся вместе со Светланой Ивановой.

## Театральные работы
- Петруччо — «Укрощение строптивой» Шекспира
- Лопахин — «Вишневый сад» Чехова
- Ричард Уилли — «№ 13»(«Беспорядок») Куни
- Кречинский — «Свадьба Кречинского» Сухово-Кобылина
- Евгений Онегин — «Пушкин. Евгений Онегин» Пушкина
- Евгений Базаров — «Отцы и дети» Тургенева
- Стэнли Ковальский — «Трамвай „Желание“ Т. Уильямса
- Брэд Винер — „Дорогая Памела (Как пришить старушку)“ Патрика
- Карабас-Барабас — „Золотой ключик“ А. Толстого
- Угаров — „Провинциальные анекдоты“ Вампилова
- Пабло — „Третье слово (Дикарь)“ Касоны
- Пьер Брошан — „Ужин дураков“ Вебера
- Оливер Баррет IV — „История любви“ Сигала
- Лорд Баберлей — „Донна Люция или здравствуйте, я ваша тётя“ Фельцмана
- Хлестаков — „Ревизор“ Гоголя
- Тристан — „Собака на сене“ Лопе де Вега
- Андрей Белугин — „Женитьба Белугина“ Островского
- Арман Дюваль — „Любовь Маргариты Готье“ Дюма-сына
- и другие

## Фильмография
- 2023 — «Я любила мужа» — директор
- 2022  — «Найди меня, счастье»
- 2022 — «Обоюдное согласие» — Антон Белов, главная роль
- 2021  — «Тени старого шкафа» — Гена, главная роль
- 2021 — «Счастье Серафимы» — Паша
- 2021 — «Роковая женщина» — Сычкин
- 2021 — «Всё как у людей» — Руслан Ахметов
- 2020 — «Тайны следствия-20» — Сергей Боровиков
- 2020 — «Эра медведей» — Тимур Галабурда, главная роль
- 2020 — «Сельский детектив. Ловушка для мертвеца» — Николай Востриков
- 2020 — «Лабиринт» (Украина) — Дмитрий, главная роль
- 2019 — «Женский доктор-4» (Украина) — Олег Чернов, врач, главная роль
- 2018 — «Прощаться не будем»- конвойный
- 2017 „Женский доктор-3“ (Украина) — Олег Чернов, врач, главная роль
- 2016 „Взрывная волна“ — Грек
- 2015—2017 „Последний мент“ — Козлов, хозяин клуба
- 2015 „Тайна кумира“ — Фрол
- 2015 „Пороги“ — Саркисян
- 2015 „Кукловод“(короткометражный)
- 2014 „Отпуск летом“ — портье
- 2014 „За будь яку цену“ („Любой ценой“)(украиноязычный проект) — Тигран
- 2014 „Частный детектив Татьяна Иванова“ („Материнский инстинкт“ | Фильм № 6) — Корней Грачёв
- 2014 „Дом спящих красавиц“ — эпизод
- 2013 „Мент в законе-7“ („Опасные забавы“ | Фильм № 3) — адвокат
- 2013 „До смерти красива“ — Велехов, гендиректор
- 2011 „Наши соседи-2“ — Ахмед
- 2011 „Говорит полиция!“ („Свадьба с приданым“ | 21-я серия) — Рустам Шахов, жених Исиды
- 2010 „Медвежий угол“ — Тогул
- 2010 „Москва. Три вокзала“ („Лёгкая рука“ | 4-я серия) — эпизод
- 2009 „История лётчика“ — 2-й пилот
- 2008 „Широка река“ — эпизод

## Пресса
- Наши на экране: Вышли сериал и фильм с двумя известными тверскими актёрами.
- В онлайн-прокат выйдет сериал с тверским актёром в главной роли // Караван Ярмарка. 2022. 17 марта.
- „Ключи Твери“: экскурсия по театру драмы // ВЕСТИ Тверь. 2022. 4 марта.
- О харизме Тараса Кузьмина в роли Базарова в театре Твери рассказал зритель // Еженедельник „Аргументы и Факты“. 2022. 10 февраля.
- Е. Подопригора. Шесть красивых историй любви знаменитых тверских пар // Караван Ярмарка. 2022. 9 февраля.
- Тверской актёр Тарас Кузьмин сыграл в спектакле „Квартета И“ // Информационный портал tverigrad.ru. 2021. 24 декабря.
- Тарас Кузьмин о современном театре и работе с Валерией Гай Германикой // Сетевое издание ТИА. 2021. 27 сентября.
- А. Жмулин. Актёр из Твери, забыв всё, чему учился, снимается в сериале Гай Германики // Комсомольская правда(Тверь). 2021. 5 августа.
- В. Тушкова. Тверской актёр Тарас Кузьмин снимается в новом сериале Валерии Гай Германики „Обоюдное согласие“ // Комсомольская правда(Тверь). 2021. 4 августа.
- С. Каменев. Актёр Тарас Кузьмин возглавил Союз театральных деятелей Тверской области // Комсомольская правда(Тверь). 2021. 20 апреля.
- Прожарка Тараса Кузьмина и Павла Дроздова // Умный Город. 2021. 12 января.
- П. Макаров. Нигилист, гинеколог, Евгений Онегин: как одновременно покорить сердца театралов и домохозяек в декрете // Информационный портал tverigrad.ru. 2020. 6 ноября.
- Известный тверской актёр стал соведущим „Русского лото“ на телеканале НТВ // Еженедельник „Аргументы и Факты“. 2020. 19 октября.
- Звезду тверского театра поймали на вокзале в Санкт-Петербурге с гранатой // Топ Тверь. 2020. 16 сентября.[1].
- Церкви, люди и козы — велопутешествие актёра Тараса Кузьмина // Информационный портал tverigrad.ru. 2020. 3 июня.
- А. Сабынин. Актёр Тарас Кузьмин: „Фильмы-катастрофы помогают лучше понять и осознать сложившуюся ситуацию“ // Караван Ярмарка. 2020. 2 апреля.
- Тарас Кузьмин: возможность побыть с семьёй нужно принимать с благодарностью // Тверская жизнь. 2020. 30 марта.
- О. Бондарчук. Лабиринт» на «Dомашнем»: Тарас Кузьмин — об абьюзерах, изменах и личных лабиринтах // TV Mag. 2020. 23 марта.
- И.Тарасова. Тверской актёр Тарас Кузьмин о фильме «Лабиринт»: На роль домашнего тирана меня утвердили с первой пробы // Комсомольская правда(Тверь). 2020. 23 марта.
- О. Бондарчук. Тарас Кузьмин — о «Женском докторе 4», идеальных и циничных медиках и любви // TV Mag. 2019. 19 ноября.
- Тарас Кузьмин: «За роль Олега Чернова в сериале „Женский доктор“ мне угрожали расправой» // Вокруг ТВ. 2019. 13 ноября.
- Актёр театра и кино Тарас Кузьмин смог рассказать про творчество Высоцкого // Тверская жизнь. 2019. 5 октября.
- И. Тарасова. Тарас Кузьмин о «Свадьбе Кречинского»: Для спектакля я обучился нескольким трюкам, а один придумал лично сам! // Комсомольская правда(Тверь). 2019. 27 сентября.
- Спектакль театра драмы Твери «Отцы и дети» получил приз «зрительских симпатий» на фестивале в Кинешме // Афанасий-бизнес. 2019. 19 апреля.
- Концерты памяти поэта Андрея Дементьева проходят с аншлагом в Израиле // Российская газета. 2019. 8 апреля.
- И. Тарасова. Народная артистка России Наина Хонина сыграла в написанной специально для неё пьесе // Комсомольская правда(Тверь). 2019. 1 апреля.
- И. Тарасова. Режиссёр Тарас Кузьмин: Работе над спектаклем «Встреча» помогают люди, знаки и удивительные обстоятельства // Комсомольская правда(Тверь). 2019. 21 марта.
- М. Бурцева. Человек-оркестр тверской сцены // Тверская жизнь. 2019. 11 февраля.
- Об уютном театре и мужественном городе // Рыбинская неделя. 2018. 12 декабря.
- В Твери стартует «PRO театр» // Тверские ведомости. 2018. 10 мая.
- Артист Тверского театра драмы считает голосование не долгом, а желанием // МК в Твери. 2018. 18 марта.
- В Твери родители написали пробный экзамен ЕГЭ по русскому языку // Афанасий-бизнес. 2018. 21 февраля.
- Известный тверской актёр снял шуточное видео о том, как стал жертвой сосульки // Информационный портал tverigrad.ru. 2018. 20 февраля.
- В центре Твери на известного актёра театра и кино упала глыба льда // Информационный портал tverigrad.ru. 2018. 19 февраля.
- Парадоксы в Бологом: взгляд актёра // Караван+Я. 2018. 7 февраля.
- А. Сабынин. Писатель Саша Филипенко и актёр Тарас Кузьмин устроят литературный концерт в Твери // Афанасий-бизнес. 2018. 23 января.
- Актёр тверского театра рассказал, за что можно проклясть зрителя // МК в Твери. 2018. 18 января.
- Артист Тверского театра драмы Тарас Кузьмин: Дед Мороз изнутри // Тверская жизнь. 2018. 14 января.
- И. Тарасова. Артист Тверского театра драмы Тарас Кузьмин: Базаров сидел во мне всегда! // Комсомольская правда(Тверь). 2017. 7 декабря.
- Персоны. Тарас Кузьмин // Вокруг ТВ. 2017. 13 ноября.
- В. Привалов. "Поставьте сказку, поставьте сказку — хватит претендовать на «Маску». Тверской театр юного зрителя торжественно открыл 85-й сезон // Афанасий-бизнес. 2017. 10 октября.
- Тарас Кузьмин: «В крайней ситуации я бы смог даже принять роды!» // Кино и сериалы. Домашний. 2017. 27 августа.
- Тверской театр драмы разыскивает двухметрового актёра с перспективами // МК в Твери. 2017. 25 августа.
- В. Плетнева. Кузьмин Тарас сыграл «Контрабас» // Тверская жизнь. 2016. 13 октября.
- Л. Кукушкина. Тарас превратился в «Контрабас» // Караван+Я. 2016. 12 октября.
- А. Сабынин. В Твери показали пьесу Зюскинда «Контрабас», разрешение на постановку которой дал сам автор // Афанасий-бизнес. 2016. 11 октября.
- Н. Никитин. «Музыкальная осень в Твери» — моноспектакль по мотивам пьесы П. Зюскинда «КОНТРАБАС» 08 октября 2016(фотоотчет) // Geometria.ru. 2016. 8 октября.
- Е. Евсеева. Провинциальная драма // Еженедельник «Аргументы и Факты». 2016. 6 октября.
- Экскурсия в Тверской академический театр драмы. Часть 2. // Сайт Большая Маленькая Тверь. 2016. 26 апреля.
- Экскурсия в Тверской академический театр драмы. Часть 1. // Сайт Большая Маленькая Тверь. 2016. 6 апреля.
- Тверь в лицах: Тарас Кузьмин // Сайт Большая Маленькая Тверь. 2016. 27 марта.
- Д. Кочетков. Хотим на бис! Лучшие деятели культуры −2015, по версии «Караван+Я» // Караван+Я. 2016. 13 января.
- Внутри Деда Мороза. Актёр Тарас Кузьмин — о том, каково притворяться холодным, когда очень жарко // Караван+Я. 2016. 13 января.
- А. Сабынин. В Твери состоялась премьера спектакля-перформанса «#Любовь#Война#Бред» // Афанасий-бизнес. 2015. 25 ноября.
- П. Ручников. В первой сотне // Тверская жизнь. 2014. 24 декабря.
- А. Хохлов. Взрослеть Тарас не хочет // Тверские ведомости. 2014. 10 октября.
- Е. Петренко. АртЕль театральная // Тверская жизнь. 2014. 30 апреля.
- А. Колкер А. Тарас Кузьмин. О том, что делает нас лучше // Информационный портал Tverigrad.ru. 2013. 16 октября.
- Е. Вихрова. Тарас Кузьмин: «Чтобы надеть маску, надо иметь лицо»// Караван+Я. 2013. 15 мая.
- А. Колкер. Тарас Кузьмин. Вне образа // Вече Твери. 2010. 5 марта.